# 引力时间延迟效应

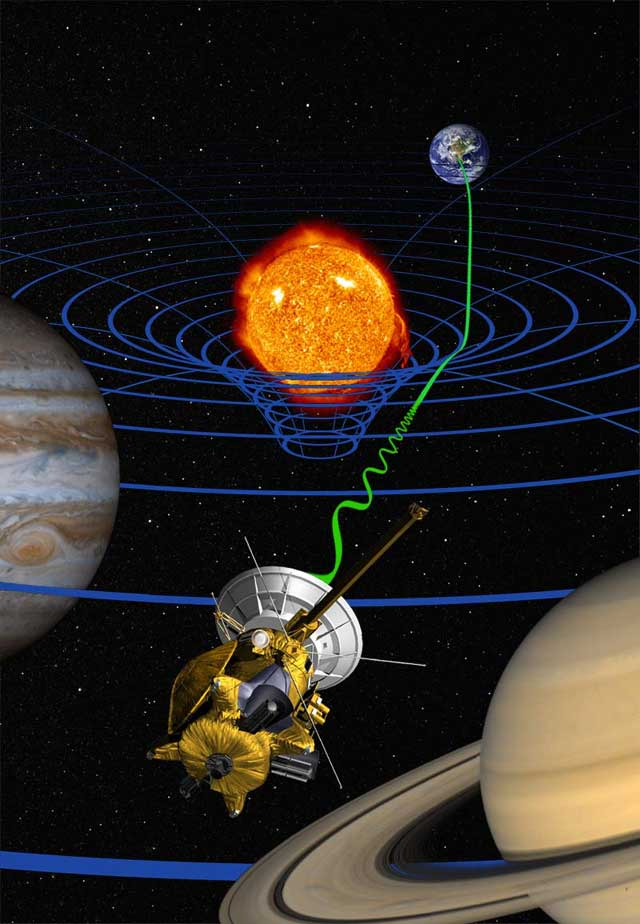
位于土星的卡西尼号向地球发送的信号在太阳的引力场中延迟

引力时间延迟效应（Gravitational time delay），或经常称作夏皮罗时间延迟效应（Shapiro time delay）是在太阳系中能够进行的四个经典广义相对论的实验验证之一（另外三个是引力红移、水星近日点的进动、光线在太阳引力场中的偏折）。这种时间延迟效应是指当雷达信号途径一个大质量天体时，在观测者看来这个信号发射到指定目标以及返回的时间都要比没有大质量天体存在时所需的时间略长。与引力红移的区别在于它是引力场造成的纯粹时间延迟效应，并不改变信号的波长。

## 历史
引力时间延迟效应最早由美国哈佛大学天体物理学家欧文·夏皮罗（Irwin I. Shapiro）于1964年在理论上提出。1960年前后，广义相对论的实验验证方法似乎已经被研究殆尽，在当时可研究的内容基本只有在数学层面上的理论研究。1962年，理查德·费曼曾因自己参加的一个引力学术会议失望地发出感慨，他说自己从会议中没有学到任何东西，引力领域的讨论如果不是在纠正前人的错误就是毫无用处的内容……自己不会再去参加任何引力的学术会议了。所幸这种情况在1964年得到了改变：夏皮罗从光线在太阳引力场中偏折这一事实中得到启发，他认为如果广义相对论正确，那么当光途经太阳引力场时其 速度将会被减缓，减缓量和角度偏移量成正比。夏皮罗同时设想了一个用于证实他的预言的观测实验：从地面上向金星和水星表面发射雷达波并测量其往返时间。夏皮罗通过计算得到当地球、太阳和金星最大限度地在同一条直线上时，由于太阳质量导致的雷达波往返的时间延迟将达到200毫秒左右，这种延迟量在二十世纪六十年代的技术范围内完全可以观测到。
第一次实验观测是借助麻省理工学院的“草堆”雷达天线（Haystack radar antenna）完成的，其结果和理论预测符合得很好，误差小于5%。其后这种实验被不断重复，并且不断取得更高的精度。1976年的海盗号火星探测器将精度提高到了0.1%；而2003年的卡西尼号土星探测器的实验则达到了小于0.002%，是迄今为止精度最高的广义相对论实验验证。

## 时间延迟的计算
根据广义相对论理论，固有时和引力场度规下的坐标时存在关系
{\displaystyle {\frac {d\tau }{dt}}={\sqrt {g_{00}}}}
其中{\displaystyle g_{00}}是引力场度规的分量。引力场越强时，坐标时相对固有时的延迟就越大。
当光信号途经一个单一质量的引力场时，其时间延迟量为
{\displaystyle \Delta t=-{\frac {2GM}{c^{3}}}\ln(1-\mathbf {R} \cdot \mathbf {x} )}
其中{\displaystyle \mathbf {R} }是观测者到信号源位置的单位矢量，而{\displaystyle \mathbf {x} }是观测者到质量{\displaystyle M\,}位置的单位矢量。如果用史瓦西半径表示，时间延迟量可写成
{\displaystyle \Delta t=-{\frac {R_{s}}{c}}\ln(1-\mathbf {R} \cdot \mathbf {x} )}
这里{\displaystyle R_{s}}是质量{\displaystyle M\,}的史瓦西半径：{\displaystyle R_{s}={\frac {2GM}{c^{2}}}}。

## 实例
在行星际探测器（例如旅行者1号、2号，先驱者10号、11号）的测距中，由于太阳引力场的作用引力时间延迟效应一定要被考虑到测距的数据中去。而在所有引力波的探测中，来到太阳系的引力波都会受到太阳、大行星甚至小行星引力场的影响而产生延迟。特别是在对毫秒脉冲星的计时观测中，来自毫秒脉冲星的脉冲信号传播到地球的时间因受到引力时间延迟的影响会造成偏差。由于对毫秒脉冲星的计时是目前探测超低频引力波的仅有手段，因而引力时间延迟效应对超低频引力波的探测的影响也需要被考虑。

## 爱因斯坦关于引力场对光的作用的思考
“其次我们的结果表明，根据广义相对论理论，光速是一个常数这一定律变得没有任何佐证。它作为狭义相对论的两条基本假设之一，以及作为我们经常引用的定律，由此将不能保证无限度的正确性。一束光的弯曲只可能是因为光在传播过程中速度随位置发生改变而产生。或许现在我们会猜想是不是狭义相对论，以及它推出的所有相关理论即将灰飞烟灭。但事实并非如此。现在我们只能得出结论：狭义相对论并不能保证无限度的正确性，它的结论只是在我们能够忽略引力场对现象（例如，光）的影响时才成立。”——阿尔伯特·爱因斯坦（《广义相对论：第22章 - 广义相对论原理的一些推论》）